# Basalorum
Basalorum är en före detta gård i Jörns socken i nordvästra Skellefteå kommun i Västerbottens län. Gården anlades på 1830-talet av Näsbergs Grufve Bolag som nybygge för arbetare vid Näsbergsgruvorna. Det var ett av fem nybyggen i omgivningarna som namngavs efter en barnramsa: Snipp, Snapp, Snorum, Hej, Basalorum. Det är inte känt vem som hittat på namnen, men kanske var det järnfyndighetens upptäckare, Carl Olof Furtenbach.
Det var beläget på det som sedermera är fastigheten Hej 1:7 belägen strax väster om Hej.
Basalorum var det första av Näsbergsgruvornas krononybyggen som övergavs. Enligt kyrkböckerna blev nybygget lämnat öde år 1854 då den första nybyggaren med familj flyttade till Norge.